# Antonio Albergati
Antonio Albergati (* 16. September 1566 in Bologna; † 13. Januar 1634 in Bisceglie) war ein italienischer römisch-katholischer Bischof und Apostolischer Nuntius.

## Leben
Antonio Albergati empfing am 2. August 1609 die Priesterweihe.
Am 3. August 1609, während der Amtszeit von Papst Paul V., wurde Albergati zum Bischof von Bisceglie erwählt. Die Weihe zum Bischof erfolgte am 23. August 1609 durch Giovanni Garzia Mellini, Bischof von Imola; Domenico Rivarola, Titularerzbischof von Nazareth, und Antonio d’Aquino, Bischof von Sarno, assistierten als Mitkonsekratoren.
Am 26. April 1610 wurde er während des Pontifikats Pauls V. als Apostolischer Nuntius nach Köln berufen.
Am 15. September 1621 wurde er als Apostolischer Nuntius nach Portugal berufen, wo er bis zu seinem Rücktritt 1624 diente.
Albergati diente als Bischof von Bisceglie bis zu seinem Rücktritt im Jahr 1627.